# Dick Danello
Dick Danello, nome d'arte di Filippo D'Anello (Belvedere Marittimo, 1º gennaio 1943), è un cantante, compositore e attore italiano naturalizzato brasiliano.
Negli anni sessanta ha fatto parte del movimento musicale brasiliano Jovem Guarda.

## Biografia
Filippo D'Anello nacque a Belvedere Marittimo, un piccolo comune calabrese, il 1º gennaio 1943. Ha cominciato a cantare ancora bambino nel Convento dei Cappuccini appena prima di emigrare a San Paolo del Brasile nel 1955. Ha iniziato la sua carriera come cantante professionista nel 1964, poiché come Dick Danello, con l'album O Reino da Juventude, pubblicato dal famoso disc jockey brasiliano Antonio Aguilar e che ha contato con le partecipazioni di Sérgio Reis, Os Vips, Marcos Roberto e altri artisti brasiliani emergenti.
Nel 1965 incide il suo primo EP nello studio Gravodisc di Santos, con l'orchestra Élcio Alvarez e il gruppo vocale Eloa. Nello stesso anno entra nelle hit parade di San Paolo e Rio de Janeiro con il singolo Quando vedrai la mia ragazza, canzone di Little Tony, arrivando al decimo posto della classifica nel paese. Il complesso di supporto erano i Jet Blacks e il gruppo vocale Os Titulares do Ritmo.
Da allora è diventato parte del movimento della Jovem Guarda e ha cominciato a partecipare al programma di Roberto Carlos Braga, che lo chiamava nelle presentazioni di O italianíssimo (L'italianissimo).
Nel 1965 ha inciso il singolo Ogni mattina, con la band di accompagnamento The Jordans e con arrangiamenti del maestro messicano Pocho. Il brano ha anche occupato i primi posti delle classifiche brasiliane ed è stata acquistato dalla BBC di Londra per essere distribuito nel Regno Unito.
Negli anni successivi pubblica brani come Nessuno mi può giudicare, canzone di Caterina Caselli partecipante al Festival di Sanremo 1966; Bisogna saper perdere, con arrangiamenti del maestro brasiliano Edmundo Peruzzi; Il mondo non è per me, con produzione di Tony Campello, fratello di Celly Campello, e altri successi che hanno segnato gli anni sessanta in Brasile.
Nei primi anni settanta, già come artista consacrato, ha cominciato a recitare in film e musical come attore e cantante. Nel 1971 ha composto la colonna sonora del film di Renato Aragão e Dedé Santana, A Ilha dos Paqueras, per la regia di Fauzi Mansur, di cui ha anche composto la colonna sonore. Ha anche composto la colonna sonora e recitato nel primo film del regista brasiliano Carlos Reichenbach, Corrida em Busca do Amor.
Ha recitato come attore e cantante nell'edizione brasiliana dell'opera-rock Jesus Christ Superstar di Andrew Lloyd Webber e Tim Rice, con la regia del drammaturgo russo Eugenio Kusnet. Ha composto colonne sonore per oltre 30 film e novelas, tra cui la canzone Passion Love Theme, usata per la novela di Rede Globo Fogo sobre Terra interpretate da diversi artisti come Altemar Dutra, Moacyr Franco, Eduardo Assad, Joelma e molti altri. Ha composto anche la colonna sonora del primo film di Vera Fischer, Sinal Vermelho - as Fêmeas, eseguita dalla band Magnetic Sounds.
Nel 1973 ha fondato la casa discografica Central Park Records, che ha avuto una grande importanza nella produzione musicale degli anni settanta e ottanta, lanciando artisti come Dave Maclean, Edward Cliff, Téo Azevedo, che è stato premiato con il Latin Grammy nel 2013, e molti altri cantanti regionali e del movimento dei "falsi inglesi" che ha segnato l'industria musicale brasiliana degli anni settanta. Dave Maclean ha venduto oltre 1 milione di copie in America Latina ed Edward Cliff ha conquistato l'Europa con Nights of September, scritto da Dick Danello, che è arrivata nei primi posti di vendita in Italia ed è stata trasmessa dalla BBC.
Nel 1982 ha iniziato il programma radiofonico Parlando d'amore, pubblicando e divulgando la canzone popolare italiana in tutto il territorio brasiliano. Il programma è stato diffuso da numerose emittenti tra cui Rádio Capital e Rádio Gazeta, e ha vinto numerosi premi assegnati dalla Cammara municipale di San Paolo come un mezzo di promozione della cultura italiana all'estero e come trasmissione di arricchimento della stessa cultura paulista. La storia del programma è stata oggetto di ricerca di un gruppo di accademici di comunicazione sociale della USP.
Negli anni ottanta pubblica i dischi Parlando d'amore e L'italiano, registrati a Milano e a Roma e distribuiti in Brasile. Comincia a presentare su Rede Manchete le edizioni annuali del Festival di Sanremo, facendo conoscere in Brasile i cantanti Eros Ramazzotti, Laura Pausini, Amedeo Minghi, Andrea Bocelli e altri artisti italiani di fama internazionale.
Nel novanta prosegue con il programma radiofonico e viene assunto da Costa Crociere per preparare crociere tematiche di musica italiana nella costa brasiliana e del Sud America. Si occupa di ricerca musicale per vari progetti di Rede Globo, tra cui la novela Terra nostra, uno dei più grandi successi della TV brasiliana.
Nel 2004 pubblica l'album Cuore italiano e, nello stesso anno, viene premiato dall'Accademia Brasiliana di Arte, Cultura e Storia per il suo contributo artistico al Paese. Nel 2009 pubblica l'album Nelcuorenellanima, registrato negli studi di Milano, Udine e Firenze, riunendo brani originali e un duetto con Edoardo De Angelis. Nel 2013 pubblica il disco Rock italiano, che rende un omaggio agli anni ruggenti della musica italiana.
Nel 2014 riceve il premio della Ordem dos Músicos do Brasil per i suoi 50 anni di carriera e va in tour con la band The Clevers per commemorare l'anniversario della Jovem Guarda, cantando sulla Costa Favolosa, al Club Homs e alla Virada Cultural di San Paolo.

## Discografia

### Album
- 1964 - O Reino da Juventude
- 1969 - Natal Feliz
- 1969 - As 14 Pr'a Frente vol. V
- 1969 - As 14 Pr'a Frente vol. VI
- 1970 - As 14 Pr'a Frente vol. VII
- 1975 - Nostalgia alla Italiana
- 1983 - Parlando d'amore
- 1988 - L'italiano
- 1990 - Parlando d'amore
- 1993 - Tuttosanremo I
- 1994 - Tuttosanremo II
- 1999 - 20 successi italiani
- 2004 - Cuore italiano
- 2009 - Nelcuorenellanima
- 2014 - Rock italiano
- 2015 - Temas da Boca do Lixo
- 2015 - Italian Highway
- 2016 - The Lost Sessions

### Colonne sonore
- 1970 - A Ilha dos Paqueras
- 1971 - Uma Verdadeira História de Amor
- 1972 - Sinal Vermelho - as Fêmeas
- 1972 - Corrida em Busca do Amor
- 1973 - Os ossos do barão
- 1974 - Gente que Transa
- 1974 - Fogo sobre Terra
- 1975 - Núpcias Vermelhas
- 1976 - Sócias do Prazer

### EP
- 1965 - EP Dick Danello
- 1969 - 4 Sucessos Nacionais
- 1969 - 4 Sucessos Internacionais
- 1971 - Passion Love Theme
- 1974 - Núpcias Vermelhas
- 1974 - 4 pezzi di successo
- 1975 - Angela's Love Theme

### Singoli
- 1965 - Quando vedrai la mia ragazza / Bussicabombaio
- 1965 - Ogni mattina / Non aspetto nessuno
- 1966 - Nessuno mi può giudicare / Parlami di te
- 1967 - Bisogna saper perdere / Il mondo non è per me
- 1968 - Poesia / Da bambino
- 1969 - Zingara / Lontano dagli occhi
- 1969 - Leylan / Já Não Existe Mais
- 1970 - Chi non lavora non fa l'amore / La prima cosa bella
- 1971 - Il cuore è uno zingaro / Poetica no. 1
- 2017 - Santo Natale
- 2018 - Un Altro Giorno Senza Te

## Filmografia parziale
- 1970 - A Ilha dos Paqueras
- 1972 - Sinal Vermelho - as Fêmeas
- 1972 - Corrida em Busca do Amor

## Premi
- 1985 - Assembleia Legislativa de São Paulo
- 1986 - Premio Tanit (Spagna)
- 2004 - Academia Brasileira de Arte, Cultura e História
- 2014 - Ordem dos Músicos do Brasil